# Don’t Give Me Names
Don’t Give Me Names jest to drugi album niemieckiej grupy muzycznej Guano Apes.

## Lista utworów
1. Innocent Greed – 3:51
2. No Speech – 3:30
3. Big in Japan – 2:49
4. Money & Milk – 2:39
5. Living in a Lie – 4:33
6. Dödel Up – 3:38
7. I Want It – 3:19
8. Heaven – 4:59
9. Mine All Mine – 3:49
10. Too Close to Leave – 3:33
11. Gogan – 2:48
12. Anne Claire – 5:37